# FLCL
FLCL (яп. フリクリ фури кури) — японский ОВА-сериал, срежиссированный Кадзуей Цурумаки и выпускаемый студией Gainax с апреля 2000 по март 2001 года, а также написанные по его мотивам манга и цикл романов. «FLCL» являет собой жанровую смесь из комедии, мехи, фансервиса, триллера с элементами психоделики.
24 марта 2016 года были анонсированы два новых шестисерийных сезона, выпуск первого назначен на начало 2018 года. Созданием новых серий будут заниматься Production I.G и Adult Swim.

## Сюжет
Жизнь Наоты, обычного школьника, была однообразна: занятия в школе, отдых под городским мостом на прибрежной траве и домашние дела, такие как помощь отцу и деду. Всё это продолжалось изо дня в день, пока однажды он не встретил Харуко. По приходе домой Наота обнаруживает, что Харуко уже находится у них дома, в качестве домработницы, которую нанял его отец. С этого момента обычная жизнь Наоты заканчивается, и начинается новая — приводящая порой к разрушению всего города.

## Название
Название フリクリ (фурикури) не является японским словом, хотя очень напоминает многие другие слова и сокращения. Дополнительный смысл добавляют особенности японской транскрипции английских слов, в частности, Fooly Cooly (с англ. — «дурацки круто») по-японски также записывается как фурикури. В сериале обыгрываются различные значения слов, если точно, то смысл слова меняется в зависимости от сюжета и контекста.
Некоторые из значений, с которыми употребляется слово:
- синдром фуриктонического дефекта Евы (яп. フリクトニククリップルウェーバー症 Фурикутонику куриппури вэ:ба:сё:) — придуманное Харукой подростковое кожное заболевание[2];
- «заниматься фури-кури» — эвфемизм для «заниматься сексом» (звучит от имени отца Наота в первой серии);
- «Как мы будем красить волосы!? Как обычно, в красный цвет? Или же… в фури-куричневый?» (5-я серия) цвет, в который красят волосы.
- Сигэкуни употребляет как название процесса выпечки хлеба;
- Изначально, термин Furi Kuri существовал только в токийском сленге, и означал он: feel someone up in a provocative way (с англ. — «спровоцировать кого-либо»);
- Также в переводе с японского сленга означает: лапать женщину.

## Аниме

### Эпизоды
| № серии | Название                           | Дата выпуска (в Японии) |
| ------- | ---------------------------------- | ----------------------- |
| 1       | Furi Kuri (яп. フリクリ Фури Кури) | 26.04.2000              |
| 2       | FiSta (яп. ファイスタ Фаиста)      | 21.06.2000              |
| 3       | Maru-Raba (яп. マルラバ Мару-Раба) | 23.08.2000              |
| 4       | Furi Kiri (яп. フリキリ Фури Кири) | 25.10.2000              |
| 5       | Bura-Bure (яп. ブラブレ Бура-Бурэ) | 21.12.2000              |
| 6       | Furi Kura (яп. フリクラ Фури Кура) | 16.03.2001              |

### Особенности названий
Название третьей серии, Мару-Раба, может быть переведено как название пьесы, которую играют в серии — Маркиз Карабас (сокращение по самым характерным слогам слов является обычным в Японии), так и «кругом любовь» (дословно — мару — точка, круг, рабу — японская запись английского слова love — любовь), на бенто в самой серии так же написано ﾗﾌﾞ, обведённое кругом.

### Персонажи
Наота Нандаба (яп. ナンダバ・ナオ太 Нандаба Наота) — главный герой. Юноша, старающийся быть как все. Гитара Gibson Flying V.
Сэйю: Дзюн Мидзуки
Харуко Харухара (яп. ハルハラ・ハル子 Харухара Харуко) — или Рахару Харуха (яп. ハルハ・ラハル Харуха Рахару) инопланетянка. Играет на бас-гитаре Rickenbacker 4001. Главная цель прибытия на Землю — поиск Атомска. Любит эпатировать публику, пренебрегает чужими интересами. Средство передвижения: космический корабль в виде мотороллера Vespa 180 SS.
Сэйю: Маюми Синтани
Мамими Самэдзима (яп. サメジマ・マミ実 Самэдзима Мамими) — девушка старшего брата Наоты и его самого тоже. Учится в старшей школе, не работает. Чаще всего можно найти её под Мостом. Есть ручное животное Та-кун — кот. Собственно говоря, Та-куном она называет любое существо мужского пола. Включая Наоту. Курит.
Сэйю: Идзуми Касаги
Эри Нинамори (яп. ニナモリ・エリ Нинамори Эри) — одноклассница Наоты, дочь мэра города. Самодостаточная персона делающая вид вовлеченности в жизнь города
Сэйю: Мика Ито
Масаси Масамуне (яп. マサムネ・マサシ Масамунэ Масаси) — одноклассник Наоты.
Сэйю: Казухито Судзуки
Гаку (Манабу) Манабэ (яп. マナベ・ガク Манабэ Гаку) — одноклассник Наоты.
Сэйю: Акира Миядзима
Дзюнко Миядзи (яп. ミヤジ・ジュン子 Миядзи Дзюнко) — классная руководительница Наоты.
Сэйю: Юкари Фукуи
Канти (яп. カンチ Канти) — робот компании Medical Mechanica. Это имя было дано ему за крылья Мамими Самэдзимой.
Камон Нандаба (яп. ナンダバ・カモン Нандаба Камон) — отец Наоты, главный редактор самиздатовского журнала «Вперёд Мабасэ!», в прошлом мангака, рисовавший мангу «Евангелион».
Сэйю: Судзуки Мацуо
Сигэкуни Нандаба (яп. ナンダバ・シゲクニ Нандаба Сигэкуни) — дед Наоты и тренер местной бейсбольной команды «Марсиане». Недолюбливает Мамими.
Сэйю: Хироси Ито
Амарао (яп. アマラオ Амарао) — командующий филиалом «иммиграционного бюро для инопланетян» в Мабасэ. Обладает бровями впечатляющих размеров (впоследствии оказывается, что брови — приклеенные). Средство передвижения: мотороллер Rabbit 301.
Сэйю: Кодзи Окура
Кицурубами (яп. キツルバミ Кицурубами) — подчинённая Амарао.
Сэйю: Тиэми Тиба
Атомск (яп. アトムスク Атомусуку) — известный космический пират по прозвищу «Похититель планет». Гитара — Gibson EB0 1961 года.
Миу-Миу (яп. ミュミュ Мюмю) — домашний кот Наоты.
Сэйю: Хидэаки Анно
Та-кун (яп. タ君 Та-кун) — бездомный котёнок, которого подобрала Мамими.
Сэйю: Юн Мидзуки

### Юмор в FLCL
Большая часть шуток в FLCL будет понятна только знатокам аниме (в частности, смотревшим одно из предыдущих творений студии Gainax — «Евангелион»). Также немалая толика юмора завязана на игре слов, в частности на игре созвучности гайрайго (новозаимствованных слов из английского) и обычных японских слов.
Например:
- в первой серии недосказанное (торэнай — «не могу отцепиться») путается с яп. トイレ, тойрэ гайрайго туалет.
- в третьей серии, само название серии マルラバ　(мару раба) означает одновременно и название пьесы, которую играют в школе (Марукиз Барабас, японское название пьесы Кот в сапогах), и «кругом любовь» (от яп. 円, мару, круглый и яп. ラブ, рабу, гайрайго love).
- в третьей серии, в сцене репетиции пьесы, Гаку в костюме мыши, обсуждая этти, произносит тюу, что означает и поцелуй, и звук, издаваемый мышами.

### Музыкальное оформление
Значимым элементом притягательности FLCL является музыка. Большая часть музыки, звучащей в FLCL, принадлежит японской группе The Pillows, которая обрела немалую популярность после выхода аниме в Америке. Специально для сериала были созданы песни «Ride on Shooting star» и «I Think I Can», которые впоследствии были выпущены как синглы и на данный момент являются классикой группы. Остальную часть музыки сочинил японский композитор Синкити Мицумунэ. Позже были выпущены 2 компакт-диска оригинальных саундтреков «Addict» и «King of Pirates» и один компакт-диск с компиляцией лучших композиций «FLCL № 3» в Японии, а затем и в Америке. Ещё одной отличительной чертой FLCL является то, что анимационный ряд рисовался под конкретную мелодию, а не наоборот. Например, песня «Little Busters» звучит в моменты, когда Канти обретает силу Атомска. Подобный подход был опробован в первых работах GAINAX: Daicon III и Daicon IV. В самом сериале есть сцена в которой Харуко во время полета на гитаре произносит «Daicon V», символизируя тем самым, что FLCL является дальнейшей эволюцией идей GAINAX. Помимо этого, в сериале очень много ссылок на гитары, которые используются как символически, так и физически (хотя в основном не по назначению).